# Johann Hartmann
Johann Ernst Hartmann, född 24 december 1726, död 21 oktober 1793, var en tysk-dansk musiker. Han var farfar till Johan Peter Emilius Hartmann.
Hartmann, som 1768 blev hovviolinist och konsertmästare i Köpenhamn, var stamfar till den Hartmannska musikersläkten i Danmark. Han tonsatte åtskillig instrumentalmusik, Johannes Ewalds Balders Død och Fiskerne (i vilket senare verk Kong Christian stod ved højen Mast ursprungligen ingår), kantater med mera.